# Cantonul Fismes
Cantonul Fismes este un canton din arondismentul Reims, departamentul Marne, regiunea Champagne-Ardenne, Franța.

## Comune
| Comune              | Populație (1999) | Cod poștal | Cod INSEE |
| ------------------- | ---------------- | ---------- | --------- |
| Arcis-le-Ponsart    | 261              | 51170      | 51014     |
| Baslieux-lès-Fismes | 188              | 51170      | 51037     |
| Bouvancourt         | 157              | 51140      | 51077     |
| Breuil              | 341              | 51210      | 51086     |
| Châlons-sur-Vesle   | 161              | 51140      | 51109     |
| Chenay              | 304              | 51140      | 51145     |
| Courlandon          | 249              | 51170      | 51187     |
| Courville           | 356              | 51170      | 51194     |
| Crugny              | 576              | 51170      | 51198     |
| Fismes              | 5 313            | 51170      | 51250     |
| Hermonville         | 1 245            | 51220      | 51291     |
| Hourges             | 69               | 51140      | 51294     |
| Jonchery-sur-Vesle  | 1 836            | 51140      | 51308     |
| Magneux             | 209              | 51170      | 51337     |
| Montigny-sur-Vesle  | 395              | 51140      | 51379     |
| Mont-sur-Courville  | 99               | 51170      | 51382     |
| Pévy                | 225              | 51140      | 51429     |
| Prouilly            | 554              | 51140      | 51448     |
| Romain              | 324              | 51140      | 51464     |
| Saint-Gilles        | 165              | 51170      | 51484     |
| Trigny              | 527              | 51140      | 51582     |
| Unchair             | 151              | 51170      | 51586     |
| Vandeuil            | 212              | 51140      | 51591     |
| Ventelay            | 216              | 51140      | 51604     |